# Cristelo (Caminha)
Cristelo ist ein Ort und eine ehemalige Gemeinde (Freguesia) im nordportugiesischen Kreis Caminha. Die Gemeinde hatte 244 Einwohner (Stand 30. Juni 2011).
Mit der Gebietsreform vom 29. September 2013 wurden die Gemeinden Cristelo und Moledo zur neuen Gemeinde União das Freguesias de Moledo e Cristelo zusammengeschlossen.